# Zhang Hanmin
Damasus Zhang Hanmin (* 15. Januar 1922 in Xiabajiazi bei Nong’an, Jilin, Republik China; † 19. Juli 2009) war katholischer Bischof von Jilin (Bistum Kirin).

## Leben
Zhang Hanmin wuchs in einer katholischen Familie auf, besuchte das Kleine Seminar St. Joseph und trat in das Priesterseminar St. Vincent in Peking ein. 1953 musste er infolge der kommunistischen Revolution von 1949 und der Errichtung des kommunistischen Staates durch Mao Zedong das Priesterseminar verlassen. Er lebte weiterhin im Zölibat und war langjährig als Lehrer für Latein (er sprach fließend Latein), englisch, russisch, japanisch und französisch tätig.
1983 kehrte er in sein Heimatbistum Jilin zurück und empfing am 24. Juli 1983 – vierzig Jahre nach Besuch des Priesterseminars – die Priesterweihe. 1995 wurde er Administrator im Bistum Jilin, am 17. November 1997 wurde er zum Bischof ernannt. Vergeblich versuchte er, eine offizielle Bestätigung durch Papst Johannes Paul II. zu erlangen. Am 9. Mai 1999 spendete ihm Pius Jin Peixian, Erzbischof von Shenyang (Erzbistum Liaoning), in der Kathedrale St. Theresa in Changchun die Bischofsweihe.
Er wurde Mitglied des chinesischen Bischofsrats der Chinesisch Katholisch-Patriotischen Vereinigung, der als chinesische Bischofskonferenz jedoch von der römischen Kurie nicht anerkannt wird. Zudem war er Mitglied der Politischen Konsultativkonferenz des chinesischen Volkes in Jilin.
Trotz der Einschränkungen für die Römisch-katholische Kirche engagierte er sich für gute chinesische Beziehungen zur katholischen Weltkirche, er lud oft Persönlichkeiten aus der Kirche im Ausland ein. Dadurch ermöglichte er einer großen Anzahl seiner Priester auch Kontakte ins Ausland.
Zhang Hanmin wurde am 24. Juli 2009 bestattet. Das Requiem hielt Paul Pei Junmin, Bischof von Liaoning.